# Batalla de Shusha
La batalla de Shusha (en àzeri, Şoşa döyüşü; Şoşa oğrunda döyüş, armeni: Շուշիի ճակատամարտ) va ser una batalla lliurada entre les forces de l'Azerbaidjan i la República d'Artsakh, amb el suport d'Armènia, pel control de la ciutat de Shusha (en àzeri, Şoşa, en armeni, Շուշի) i els seus llogarrets i altures circumdants, durant la Guerra de l'Alt Karabakh de 2020. La regió està controlada de facto per la República d'Artsakh, però és part de iure de l'Azerbaidjan.
Avançant des de la ciutat de Jabrayil, l'exèrcit àzeri va capturar la ciutat de Hadrut a mitjans d'octubre. Les forces àzeris van avançar després més al nord, entrant al raió de Shusha. Si bé Shusha havia estat sota bombardeig des del començament del conflicte, la guerra va esclatar prop de la ciutat el 29 d'octubre. Azerbaidjan va prendre el control del llogaret de Avetarnots, seguida de part de la carretera estratègica Shusha-Lachín el 4 de novembre, i les forces armènies van tancar posteriorment la carretera als civils. Le Monde va informar que la batalla s'havia girat a favor de l'Azerbaidjan el 6 de novembre, malgrat la negativa d'Artsakh.
El 8 de novembre, el President de l'Azerbaidjan, Ilham Alíev, va afirmar que les forces àzeris havien pres el control de la ciutat; Armènia ho va negar.

## Antecedents

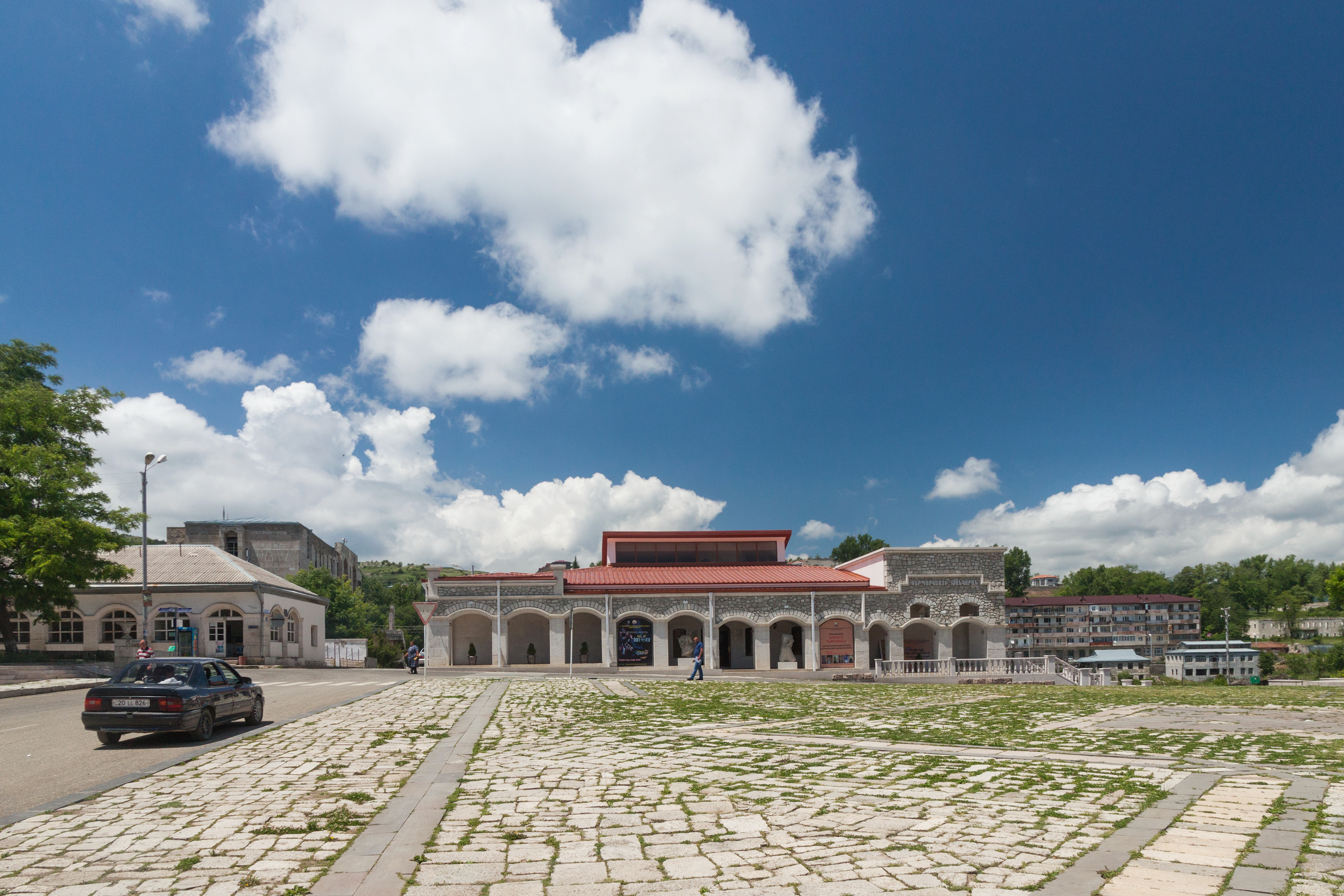
Plaça de la ciutat de Shusha el 2014.

Shusha, pels armenis anomenada Shushi, és una ciutat de l'Alt Karabakh, a Transcaucàsia. És part de iure del raió de Shusha a l'Azerbaidjan, encara que ha estat controlada per la república d'Artsakh, com a part de la seva província de Shushi, des del final de la Guerra de l'Alt Karabakh el 1994. La ciutat està situada a una altitud de 1300 a 1600 metres sobre el nivell del mar, a uns 15 quilòmetres de la capital de la regió Stepanakert. Els dos assentaments estan separats per una vall, i Shusha, situada en un terreny muntanyenc que domina la regió, ha estat descrit com una «elevació estratègica des d'on es podria mantenir sota control tot l'Alt Karabakh». L'estratègica ciutat és coneguda popularment com una «inexpugnable» fortalesa muntanyenca per armenis i àzeris. Una carretera clau que connecta Goris a la Província de Siunik, al sud d'Armènia, amb Stepanakert passant pel corredor de Lachin a través de Shusha; l'única una altra carretera important que connecta Armènia amb l'Alt Karabakh passa per les muntanyes Murovdag en el septentrional Districte de Kəlbəcər.
El 1923, durant el govern soviètic, es va crear l'Óblast autònom de l'Alt Karabakh (OAAK), amb Shusha, una ciutat predominantment poblada per àzeris, triada com el seu centre administratiu. Al febrer de 1988, el govern de l'OAAK de majoria armènia va votar a favor de separar-se de l'Azerbaidjan i unificar-se amb Armènia, la qual cosa va dur a un conflicte ètnic i territorial més ampli entre armenis i àzeris que vivien en la Unió Soviètica. Després del col·lapse de la Unió Soviètica el 1991, els armenis i àzeris van competir per prendre el control de Karabakh i la lluita s'havia convertit en una guerra a gran escala a principis de 1992. Aleshores, l'enclavament havia declarat la seva independència i establert un govern. El 8 de maig de 1992, les forces armènies van capturar Shusha i la seva població àzeri, que constituïa el 85,5 % de la població de la ciutat el 1979, es va veure obligada a fugir.
Shusha té un gran significat cultural pels àzeris, que consideren que la ciutat és la capital històrica de la regió, la qual cosa ha portat a alguns a descriure-la com el «Sant Petersburg de l'Azerbaidjan». El President de l'Azerbaidjan, Ilham Alíev, ha descrit amb freqüència la recuperació de la ciutat com un dels objectius clau de la guerra. En una entrevista del 16 d'octubre amb la televisió turca, Alíev va dir que «sense Shusha, la nostra causa quedaria inconclusa», mentre que el president d'Artsakh, Arayik Harutyunián, ha definit Shusha com «un dels principals llegats que hem heretat dels nostres avantpassats». Malgrat la importància simbòlica de la ciutat, l'analista àzeri de l'International Crisis Group, Zaur Shiriyev, va declarar que no queda clar si la captura de Shusha és un objectiu militar o polític.

## Preludi
El 27 de setembre de 2020, van esclatar enfrontaments a la disputada regió de l'Alt Karabakh, que està controlada de facto per la República d'Artsakh, però que de iure forma part de l'Azerbaidjan. Les forces àzeris van avançar primer en els districtes de Füzuli i Jabrayil, i després van prendre els seus respectius centres administratius. Des d'allà, es van traslladar a Hadrut. Després de capturar Hadrut, es van traslladar més al nord, al districte de Shusha.
Shusha va estar sota bombardeig des del començament de la guerra. El 8 d'octubre, la Catedral de Ghazantxetsots a Shusha va ser objecte de repetits bombardejos i va resultar greument danyada. El 17 d'octubre Shusha va ser bombardejada a l'alba. El 25 d'octubre, les autoritats d'Artsakh van declarar que les forces àzeris estaven bombardejant diversos llogarrets de la província d'Askeran, prop de Shusha. El 28 d'octubre, les autoritats d'Artsakh van declarar que les forces àzeris estaven bombardejant Shusha i que la situació a Avetarnots era tibant.
El 29 d'octubre, el Ministeri de Defensa d'Armènia va declarar que s'estaven produint enfrontaments a Avetarnots, pocs quilòmetres al sud de Shusha. A la nit, el president d'Artsakh, Arayik Harutyunyan, va declarar que les forces àzeris ja es trobaven a 5 quilòmetres de Shusha, la segona ciutat més gran de l'Alt Karabakh. El 30 d'octubre, es va informar que van esclatar enfrontaments prop de Shusha. El 30 d'octubre, un corresponsal de l'Abkhazian Network News Agency va informar que es van escoltar fortes explosions prop de Shusha i Stepanakert. El 31 d'octubre, les autoritats d'Artsakh van declarar que les forces àzeris estaven bombardejant Shusha. El 2 de novembre, el Ministeri de Defensa d'Armènia va declarar que s'estaven produint feroços enfrontaments prop de Shusha.

## Batalla
El 4 de novembre, les autoritats armènies van informar que continuaven els enfrontaments prop de Shusha. Posteriorment, les forces armènies van tancar la carretera Shusha-Lachin per als civils; així ho va confirmar Reporters Sense Fronteres. El 5 de novembre, les autoritats armènies van declarar que Shusha havia estat bombardejat fortament al matí. El 6 de novembre, les autoritats d'Artsakh van declarar que continuaven els enfrontaments prop de Shusha. El 6 de novembre, Le Monde va informar que la batalla s'havia girat a favor de l'Azerbaidjan, malgrat que Artsakh ho negava. L'endemà, milers d'armenis van fugir de Shusha i de la veïna Stepanakert. Les autoritats armènies van declarar que durant la nit es van dur a terme feroços combats prop de Shusha, i també van afirmar que es van frustrar diversos atacs de l'Azerbaidjan. El 8 de novembre, el President de l'Azerbaidjan, Ilham Alíev, va anunciar que les forces àzeris havien pres el control de la ciutat. Les autoritats armènies ho van negar, afirmant que els combats continuaven dins i fora de la ciutat. El 9 de novembre, un periodista de guerra rus va informar, des de la línia del front en Shusha, que la ciutat no estava actualment controlada per les forces àzeris i que la batalla estava en curs.

## Baixes
Armènia no ha comentat sobre les seves baixes militars en la batalla. Malgrat això, Azeri Daily, un lloc web amb seu a Bakú i afiliat al govern, aparentment citant fonts militars, va afirmar que més de 800 cadàvers de soldats armenis van ser abandonats a la ciutat, i que el Ministeri de Defensa de l'Azerbaidjan havia fet una crida al Ministeri de Defensa d'Armènia. per traslladar aquests cadàvers al costat armeni.

### Àzeris
Azerbaidjan no ha revelat les seves baixes militars des del començament de la guerra. Encara que, les autoritats armènies van afirmar que almenys 200 soldats àzeris van morir durant la batalla.

## Reaccions

### Domèstiques
El 8 de novembre, el president de l'Azerbaidjan, Ilham Alíev, va anunciar que els àzeris van prendre el control de Shusha, la qual cosa va ser rebuda amb celebracions als carrers de Bakú quan els àzeris es van reunir per onejar banderes i cantar, mentre els conductors tocaven les botzines dels seus cotxes. Els vaixells amarrats en la badia de Bakú van tocar la botzina en honor de l'esdeveniment.

### Internacionals
El 8 de novembre, després de l'anunci de Alíev, el president turc Recep Tayyip Erdoğan, mentre es dirigia a la multitud en Kocaeli, va felicitar a l'Azerbaidjan i va afirmar que creia que era un «senyal que la resta de les terres ocupades també seran alliberades aviat». El 9 de novembre, el parlamentari iranià Ahmad Alirezabeigi va declarar que l'«alliberament de la ciutat de Shusha de l'ocupació va demostrar que s'ha restablert la justícia», i va agregar que estava «orgullós i feliç» per l'ocasió.